# Stazione di Setúbal
La stazione di Setúbal (in portoghese estação de Setúbal) è la stazione ferroviaria di Setúbal, sulla ferrovia del Sud, in Portogallo.